# Chlorohystricia cyaneiventris
Chlorohystricia cyaneiventris là một loài ruồi trong họ Tachinidae.